# Madryt Príncipe Pío

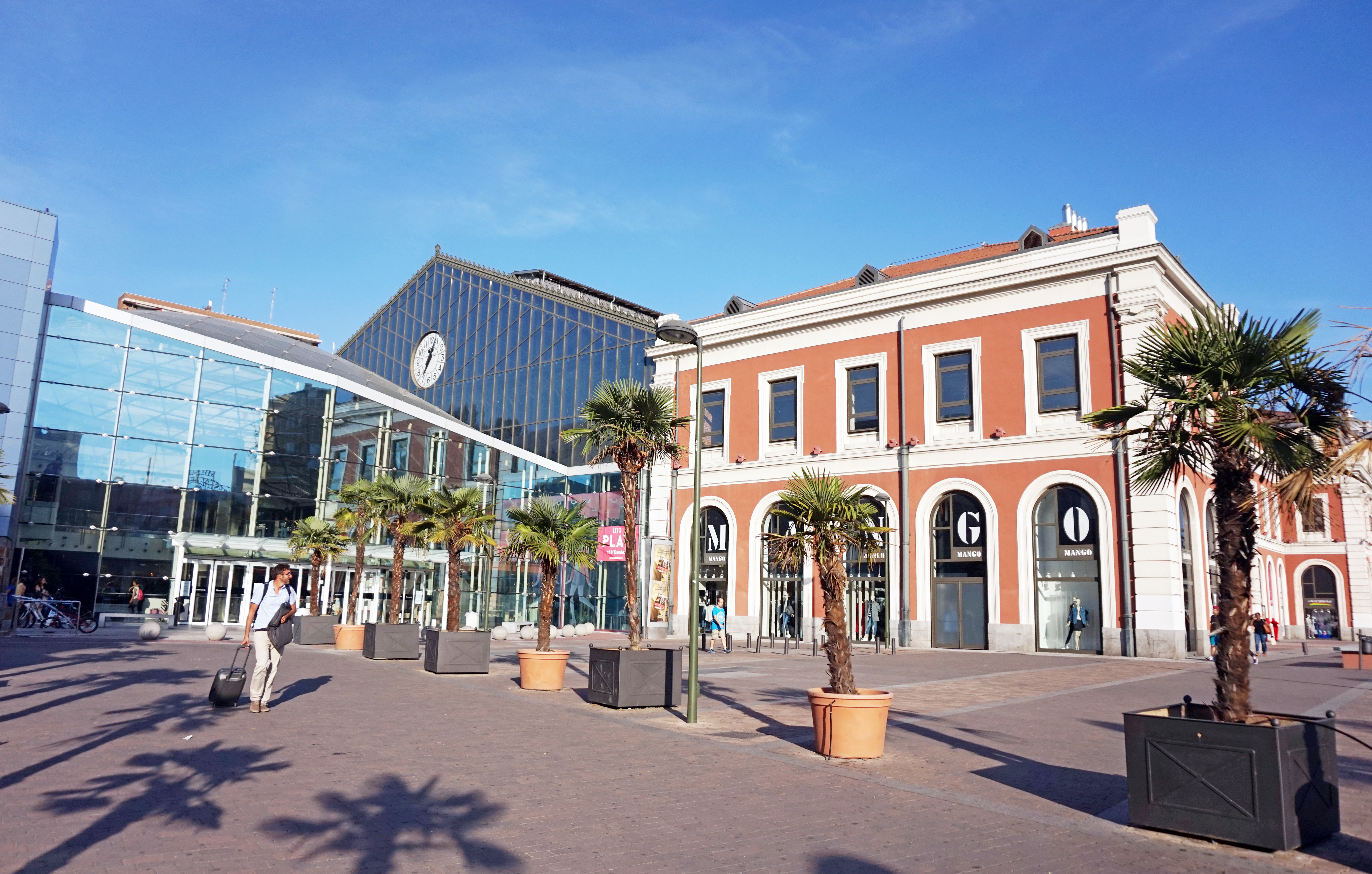
Centrum handlowe Príncipe Pío oraz budynek stacji

Zasugerowano, aby zintegrować ten artykuł z artykułem Príncipe Pío. Nie opisano powodu propozycji integracji.
Madryt Príncipe Pío – stacja kolejowa w Madrycie, w Hiszpanii. Stacja posiada 4 perony. Stacja ta również obsługuje dwie linie (, ) madryckiego metra, przez co zatrzymują się tutaj także pociągi metra. Stacja została otwarta w 1869 roku. Przez dworzec Príncipe Pío kursują dwie linie kolei podmiejskiej Cercanías – linie  i .